# San Ildefonso (navio)
O San Ildefonso foi um navio de linha da Armada Espanhola, de 74 canhões entre seu lançamento em 1785 e até que foi capturado pelos ingleses em 1805, tendo sido construído em Cartagena.

## Construção
A construção do San Ildefonso foi de suma importância para a marinha espanhola da época, e que a partir de seu projeto se derivaram uma série de sete navios da linha conhecida como os Ildefonsinos. Este projeto foi feito de acordo com planos de Romero Landa em 1784.
A série dos San Ildefonsinos é composta pelos seguintes oito navios: San Ildefonso, o primeiro e que dá nome a série, San Telmo, San Francisco de Paula, Europa, Intrépido, Infante don Pelayo, Conquistador e o Monarca.
Foi construido em Cartagena e lançado finalmente em 22 de janeiro de 1785, véspera do dia de São Ildefonso. Em seus primeiros dias foi submetido a uma série de testes na companhia do navio San Juan Nepomuceno, onde verificou-se que o San Ildefonso era uma nave superior as de sua classe em manobrabilidade e velocidade.
O San Ildefonso deslocava 1.600 toneladas; suas medidas eram 53 m de comprimento, 14 m de largura e 7 m de estai do traquete, e seu preço de construção foi na época de 3.311.000 reales espanhóis. Sua tripulação habitual era de cerca de 505 homens.

## Histórico
- 1785 Após sua construção, foi integrado na esquadra de José de Mazarredo, lutando na campanha naval de Argel até a assinatura da paz.
- 1790 Passa a fazer parte da esquadra de José Solano (o Marqués del Socorro).
- 1793 Sendo seu comandante Domingo Nava, participou em uma expedição contra Sardenha. Em agosto, durante a ocupação de Toulon, o San Ildefonso foi o navio-almirante do chefe de esquadra Federico Carlos Gravina y Nápoli. Além disso, com a ajuda exclusiva do navio San Joaquín, bloqueou toda comunicação marítima de Marselha, pois a Espanha se encontrava em guerra com França.
- 1794 Sob o comando do brigadeiro Antonio de Escaño, leva 500 refugiados de toulon até a Italia.
- 1795 Integrado um tempo na esquadra oceânica, faz uma viagem até a Inglaterra transportando o marquês de Tilly e trazendo de volta 19 milhões de reales espanhóis para o exército da Catalunha e o departamento da Cartagena. Após isto, volta ao Mediterrâneo.
- 1797 Participa na Batalha do Cabo de São Vicente, derrota espanhola após o que seu comandante foi suspenso das suas funções por três anos.
- 1799 Depois de uma viagem para as colônias americanas, retornou à Espanha trazendo a bordo 7 milhões de  duros. Nesta viagem se destaca como passageiro Simon Bolívar, então com 16 anos de idade, cuja família o havia enviado à Espanha para estudar.
- 1800 Realiza diversas missões de perseguição de navios britânicos que vagavam pelas colonias espanholas perto de Havana.

### Trafalgar
Em 21 de outubro de 1805 participa junto com a esquadra combinada franco-espanhola da Batalha de Trafalgar. Seu capitão era, então, José Vargas. Como um dos navios mais velozes e ágeis da esquadra, formava parte do grupo de exploração. Durante a batalha sofreu a bordo baixas de 34 mortos e 126 feridos. Ele foi capturado pelos britânicos. Seu capitão entregou sua espada ao capitão Hope do Defence. Foi reutilizado pela Marinha Real Britânica sob o nome de HMS San Ildefonso. A bandeira espanhola hasteada pelo San Ildefonso está atualmente em exibição em um museu de Londres.